# Ingrid Chauvin

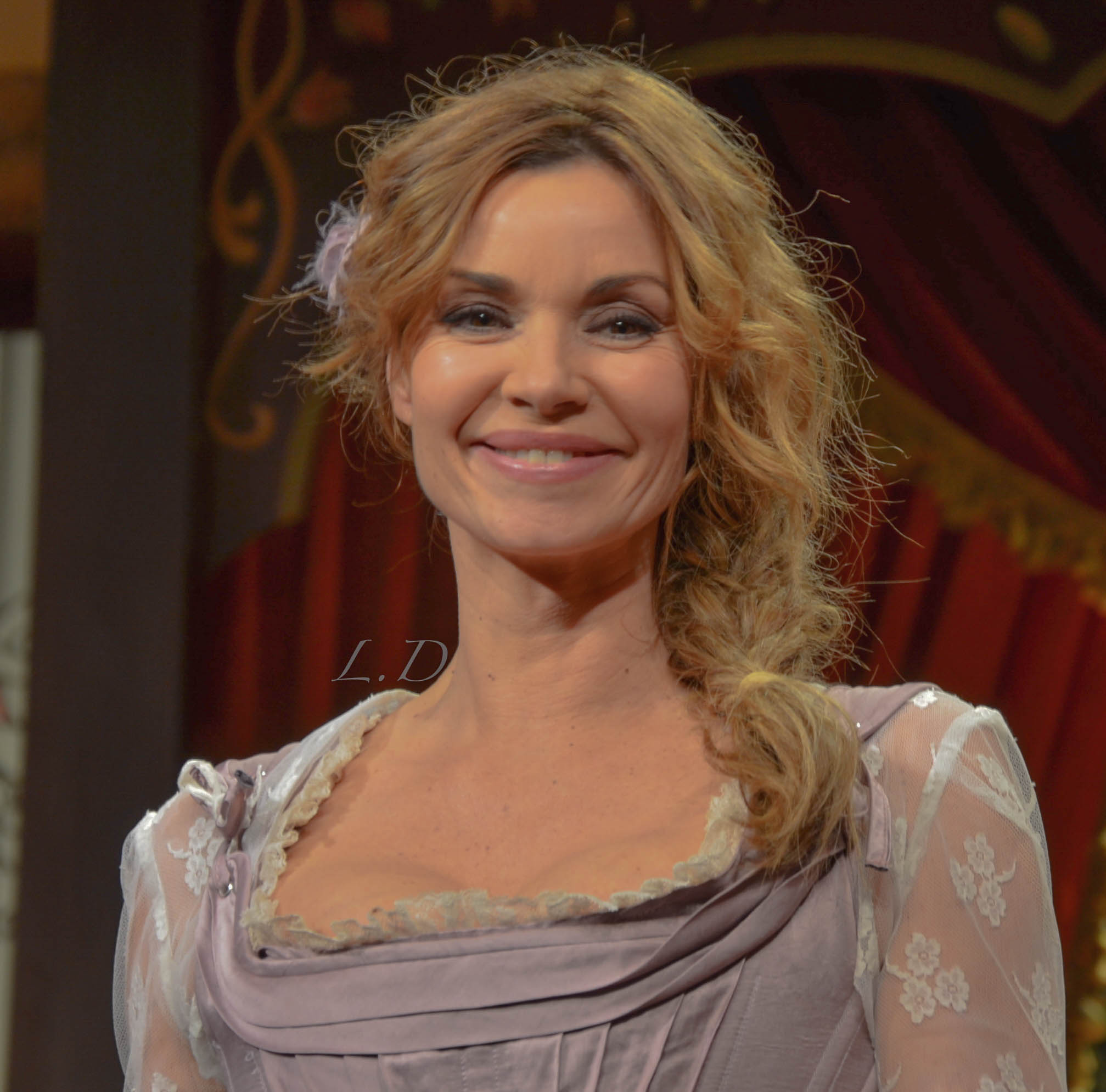
Ingrid Chauvin (2015)

Ingrid Chauvin (* 3. Oktober 1973 in Argenteuil, Val-d’Oise) ist eine französische Schauspielerin und Moderatorin.

## Leben
Gegen den Willen ihrer Eltern, eines Computerfachmanns und einer Malerin, machte Chauvin eine Ausbildung als Kostümbildnerin am Pariser Theater. Später arbeitete sie als Model, um den Schauspielunterricht zu finanzieren. Bühnenerfahrung sammelte Chauvin Ende der 1990er Jahre an verschiedenen Pariser Theatern, nach ihrer Gastrolle in der Fernsehserie „Les Boeuf-carottes“ (2000) spielte Ingrid Chauvin in zahlreichen Fernsehfilmen mit. In Deutschland wurde sie durch ihre Rolle der jungen Polizistin Marie Kermeur in dem Mehrteiler Dolmen – Das Sakrileg der Steine (2005) bekannt.